# Джадід Акейдат
Джадід Акейдат (англ. Jdid Akida, араб. جديد عكيدات) — поселення у Сирії, що складає численну сирійську арабську общину в нохії Хішам, яка входить до складу  мінтаки Дайр-ез-Заур у східній сирійській мухафазі Дайр-ез-Заур.